# Lev Djomin
Lev Stepanovitsj Djomin (Russisch: Лев Степанович Дёмин) (Moskou, 11 januari 1926 - Zvjozdny gorodok, 18 december 1998) was een Russische kosmonaut uit de jaren 70. Op 16-jarige leeftijd (de laatste fase van de Tweede Wereldoorlog) werkte hij als fabrieksarbeider en in 1945 slaagde hij aan de luchtvaartschool. Vervolgens toog hij naar de vliegopleiding in Borisoglebsk, maar werd in 1951 om gezondheidsredenen overgeplaatst naar het militaire vliegtechniek-college. Hij studeerde in 1956 af aan de Zjoekovski Luchtmachttechniek Academie te Monino (oblast Moskou), als een van de beste studenten. Hierna ging hij aan de slag bij het luchtmacht-instituut. Hij behaalde zijn doctoraal in werktuigbouwkunde in 1963. In de luchtmacht steeg hij tot de rang van kolonel.

## Kosmonaut
Op 8 januari 1963 werd Djomin toegelaten tot de kosmonautenopleiding, die duurde tot 21 januari 1965. Hij slaagde en stond reserve voor de (afgelaste) vlucht van Voschod 3. In de jaren 70 volgde hij training voor langdurig verblijf in ruimtestations; in juli 1974 maakte hij deel uit van de reservebemanning voor Sojoez 14. Zijn werkzaamheden besloegen het uittesten van nieuwe boordapparatuur. 
Zijn enige ruimtevlucht maakte hij van 26 tot 28 augustus 1974 met Sojoez 15, als boordwerktuigkundige onder gezagvoerder Sarafanov. Djomin had een uitzonderlijk hoge leeftijd (48) voor een kosmonaut die zijn eerste vlucht maakte. Zij slaagden er echter niet in om een geslaagde koppeling met hun doel, Saljoet 3, uit te voeren. Het automatische naderingssysteem vertoonde kuren, waardoor men de koppeling afgelastte en het tweetal voortijdig naar de Aarde terugkeerde. Na een vlucht van 2 dagen, 12 minuten en 11 seconden stond Djomin weer aan de grond.
Hij verliet het kosmonautenkorps op 26 januari 1982 en werkte vervolgens voor een wetenschappelijke firma gespecialiseerd in diepzeeonderzoek. Daarnaast had hij grote belangstelling voor postzegels: hij werd voorzitter van de Russische vereniging voor filatelie.

## Onderscheidingen en overlijden
Tijdens zijn loopbaan ontving hij diverse onderscheidingen, waaronder Held van de Sovjet-Unie (per decreet van het Presidium van de Opperste Sovjet op 2 september 1974), de Leninorde, de Orde van de Rode Vlag van de Arbeid en andere buitenlandse decoraties. Daarnaast vielen hem diverse ereburgerschappen ten deel: van Magadan, Gagarin (oblast Tambov) en Tselinograd.
Djomin overleed aan kanker op 18 december 1998 te Zvjozdny gorodok. Hij liet een vrouw en twee kinderen achter.